# Sloveens voetbalelftal in 2002
Het Sloveens voetbalelftal speelde in totaal elf interlands in het jaar 2002, waaronder dreie groepduels bij het WK voetbal 2002 in Japan en Zuid-Korea. De ploeg stond onder leiding van bondscoach Srečko Katanec, die de selectie voor de tweede maal op rij naar een eindtoernooi had weten te loodsen. Hij werd na het WK opgevolgd door Bojan Prašnikar. Op de in 1993 geïntroduceerde FIFA-wereldranglijst zakte Slovenië in 2002 van de 27ste (januari 2002) naar de 36ste plaats (december 2002).

## Balans
| Wedstrijden | Wedstrijden | Wedstrijden | Wedstrijden | Doelpunten | Doelpunten | Doelpunten | Punten |
| Gespeeld    | Winst       | Gelijk      | Verlies     | Voor       | Tegen      | Saldo      | Punten |
| ----------- | ----------- | ----------- | ----------- | ---------- | ---------- | ---------- | ------ |
| 11          | 4           | 2           | 5           | 10         | 17         | –7         | 0.909  |

## Interlands
|                                                       |                                                                                               |       |                           |                                                                                      |
| 12 februari Vriendschappelijk № 81 «onderlinge duels» | Honduras                                                                                      | 5 – 1 | Slovenië                  | Hong Kong Stadium, Hongkong Toeschouwers: 25.000 Scheidsrechter: Toru Kamikawa (JPN) |
| 12 februari Vriendschappelijk № 81 «onderlinge duels» | Saúl Martínez 40' Saúl Martínez 58' Saúl Martínez 63' Saúl Martínez 73' Cristian Martínez 90' |       | 53' (pen.) Zlatko Zahovič | Hong Kong Stadium, Hongkong Toeschouwers: 25.000 Scheidsrechter: Toru Kamikawa (JPN) |

|                                                       |       |       |          |                                                                                      |
| 15 februari Vriendschappelijk № 82 «onderlinge duels» | China | 0 – 0 | Slovenië | Hong Kong Stadium, Hongkong Toeschouwers: 30.000 Scheidsrechter: Kim Tae-Young (KOR) |
| 15 februari Vriendschappelijk № 82 «onderlinge duels» |       |       |          | Hong Kong Stadium, Hongkong Toeschouwers: 30.000 Scheidsrechter: Kim Tae-Young (KOR) |

|                                                    |         |       |          |                                                                                |
| 27 maart Vriendschappelijk № 83 «onderlinge duels» | Kroatië | 0 – 0 | Slovenië | Stadion Maksimir, Zagreb Toeschouwers: 8.000 Scheidsrechter: Zsolt Szabó (HUN) |
| 27 maart Vriendschappelijk № 83 «onderlinge duels» |         |       |          | Stadion Maksimir, Zagreb Toeschouwers: 8.000 Scheidsrechter: Zsolt Szabó (HUN) |

|                                                    |                  |       |         | |
| 17 april Vriendschappelijk № 84 «onderlinge duels» | Slovenië         | 1 – 0 | Tunesië | Centralni Stadion za Bežigradom, Ljubljana Toeschouwers: 5.500 Scheidsrechter: Edo Trivković (CRO) |
| 17 april Vriendschappelijk № 84 «onderlinge duels» | Miran Pavlin 23' |       |         | Centralni Stadion za Bežigradom, Ljubljana Toeschouwers: 5.500 Scheidsrechter: Edo Trivković (CRO) |

|                                                  |                                    |       |       |                                                                                                   |
| 17 mei Vriendschappelijk № 85 «onderlinge duels» | Slovenië                           | 2 – 0 | Ghana | Centralni Stadion za Bežigradom, Ljubljana Toeschouwers: 7.000 Scheidsrechter: Michal Beneš (CZE) |
| 17 mei Vriendschappelijk № 85 «onderlinge duels» | Zlatko Zahovič 25' Džoni Novak 45' |       |       | Centralni Stadion za Bežigradom, Ljubljana Toeschouwers: 7.000 Scheidsrechter: Michal Beneš (CZE) |

| WK voetbal 2002 |
| --------------- |

|                                                               |                           |       |                                                                      |                                                                                               |
| 2 juni WK-eindronde Groep B № 86 «onderlinge duels» 13:30 uur | Slovenië                  | 1 – 3 | Spanje                                                               | Gwangju World Cup Stadion, Gwangju Toeschouwers: 28.598 Scheidsrechter: Mohamed Guezzaz (MAR) |
| 2 juni WK-eindronde Groep B № 86 «onderlinge duels» 13:30 uur | Sebastjan Cimirotič 45+2' |       | 44' Raúl González 74' Juan Carlos Valerón 87' (pen.) Fernando Hierro | Gwangju World Cup Stadion, Gwangju Toeschouwers: 28.598 Scheidsrechter: Mohamed Guezzaz (MAR) |

|                                                               |          |           |                       |                                                                                        |
| 8 juni WK-eindronde Groep B № 87 «onderlinge duels» 21:00 uur | Slovenië | 0 – 1     | Zuid-Afrika           | Daegu Blue Arc Stadion, Daegu Toeschouwers: 47.226 Scheidsrechter: Ángel Sánchez (ARG) |
| 8 juni WK-eindronde Groep B № 87 «onderlinge duels» 21:00 uur |          | (details) | 4' Siyabonga Nomvethe | Daegu Blue Arc Stadion, Daegu Toeschouwers: 47.226 Scheidsrechter: Ángel Sánchez (ARG) |

|                                                                |                        |           |                                                           |                                                                                          |
| 12 juni WK-eindronde Groep B № 88 «onderlinge duels» 20:30 uur | Slovenië               | 1 – 3     | Paraguay                                                  | Jeju World Cup Stadion, Seogwipo Toeschouwers: 30.176 Scheidsrechter: Felipe Ramos (MEX) |
| 12 juni WK-eindronde Groep B № 88 «onderlinge duels» 20:30 uur | Milenko Ačimovič 45+1' | (details) | 65' Nelson Cuevas 73' Jorge Luis Campos 84' Nelson Cuevas | Jeju World Cup Stadion, Seogwipo Toeschouwers: 30.176 Scheidsrechter: Felipe Ramos (MEX) |

|  |  |  |  |  |  |  |  |  |

|                                                       |        |                         |          |                                                                                        |
| 21 augustus Vriendschappelijk № 89 «onderlinge duels» | Italië | 0 – 1                   | Slovenië | Stadio Nereo Rocco, Triëst Toeschouwers: 11.080 Scheidsrechter: Bernhard Brugger (AUT) |
| 21 augustus Vriendschappelijk № 89 «onderlinge duels» |        | 32' Sebastjan Cimirotič |          | Stadio Nereo Rocco, Triëst Toeschouwers: 11.080 Scheidsrechter: Bernhard Brugger (AUT) |

|                                                               |                                                                   |       |       | |
| 7 september EK-kwalificatie № 90 «onderlinge duels» 20:15 uur | Slovenië                                                          | 3 – 0 | Malta | Centralni Stadion za Bežigradom, Ljubljana Toeschouwers: 7.000 Scheidsrechter: Georgios Borovilos (GRE) |
| 7 september EK-kwalificatie № 90 «onderlinge duels» 20:15 uur | Darren Debono 37' (e.d.) Ermin Šiljak 59' Sebastjan Cimirotič 90' |       |       | Centralni Stadion za Bežigradom, Ljubljana Toeschouwers: 7.000 Scheidsrechter: Georgios Borovilos (GRE) |

|                                                              |                                                                                           |       |          |                                                                                       |
| 12 oktober EK-kwalificatie № 91 «onderlinge duels» 19:45 uur | Frankrijk                                                                                 | 5 – 0 | Slovenië | Stade de France, Parijs Toeschouwers: 77.619 Scheidsrechter: Kim Milton Nielsen (DEN) |
| 12 oktober EK-kwalificatie № 91 «onderlinge duels» 19:45 uur | Patrick Vieira 10' Steve Marlet 35' Steve Marlet 64' Sylvain Wiltord 79' Sidney Govou 86' |       |          | Stade de France, Parijs Toeschouwers: 77.619 Scheidsrechter: Kim Milton Nielsen (DEN) |

## FIFA-wereldranglijst
| JAN | FEB | MAR | APR | MEI | JUN | JUL | AUG | SEP | OKT | NOV | DEC |
| --- | --- | --- | --- | --- | --- | --- | --- | --- | --- | --- | --- |
| 27  | 28  | 28  | 28  | 25  | 25  | 35  | 35  | 34  | 34  | 37  | 36  |

## Statistieken
| Marko Simeunovič         | 1967-12-06 | Olympiakos Nicosia   | 8  | 0 | 0 | 47 | 0  |
| Mladen Dabanovič         | 1971-09-13 | KSC Lokeren          | 3  | 1 | 0 | 22 | 0  |
| Dejan Nemec              | 1977-03-01 | Club Brugge          | 0  | 1 | 0 | 1  | 0  |
| Verdediging              |            |                      |    |   |   |    |    |
| Amir Karič               | 1973-12-31 | Maribor Pivovarna    | 9  | 2 | 0 | 49 | 1  |
| Željko Milinovič         | 1969-10-12 | JEF United           | 7  | 0 | 0 | 38 | 3  |
| Džoni Novak              | 1969-09-04 | Olympiakos Piraeus   | 6  | 0 | 1 | 71 | 3  |
| Marinko Galič            | 1970-04-22 | NK Koper             | 6  | 0 | 0 | 66 | 0  |
| Aleksander Knavs         | 1975-12-05 | 1. FC Kaiserslautern | 6  | 0 | 0 | 41 | 2  |
| Muamer Vugdalič          | 1977-08-25 | Maribor Pivovarna    | 5  | 1 | 0 | 17 | 0  |
| Spasoje Bulajič          | 1975-11-24 | 1. FSV Mainz 05      | 3  | 1 | 0 | 19 | 1  |
| Fabijan Cipot            | 1976-08-25 | Al-Sadd              | 2  | 0 | 0 | 4  | 0  |
| Goran Sankovič           | 1979-06-18 | Akratitos Ano Liosia | 1  | 3 | 0 | 5  | 0  |
| Bekim Kapič              | 1979-01-02 | NK Koper             | 1  | 0 | 0 | 1  | 0  |
| Suad Filekovič           | 1978-09-16 | Maribor Pivovarna    | 0  | 2 | 0 | 2  | 0  |
| Matej Mavrič             | 1979-01-29 | HIT Nova Gorica      | 0  | 1 | 0 | 1  | 0  |
| Middenveld               |            |                      |    |   |   |    |    |
| Miran Pavlin             | 1971-10-08 | Olimpija Ljubljana   | 10 | 0 | 1 | 51 | 5  |
| Zlatko Zahovič           | 1971-02-01 | Benfica              | 8  | 0 | 2 | 68 | 32 |
| Aleš Čeh                 | 1968-04-07 | Grazer AK            | 7  | 0 | 0 | 74 | 1  |
| Saša Gajser              | 1974-02-11 | Olympiakos Nicosia   | 6  | 3 | 0 | 23 | 1  |
| Milenko Ačimovič         | 1977-02-15 | Tottenham Hotspur    | 5  | 5 | 1 | 44 | 10 |
| Goran Šukalo             | 1981-08-24 | SpVgg Unterhaching   | 3  | 0 | 0 | 3  | 0  |
| Rajko Tavčar             | 1974-07-21 | Wacker Burghausen    | 2  | 0 | 0 | 7  | 0  |
| Zoran Pavlovič           | 1976-06-27 | Vorskla Poltava      | 1  | 3 | 0 | 21 | 0  |
| Aleksandar Radosavljevič | 1979-04-25 | Sjinnik Jaroslavl    | 1  | 2 | 0 | 3  | 0  |
| Nastja Čeh               | 1978-01-26 | Club Brugge          | 0  | 8 | 0 | 10 | 2  |
| Anton Žlogar             | 1977-11-24 | Olimpija Ljubljana   | 0  | 2 | 0 | 3  | 0  |
| Aanval                   |            |                      |    |   |   |    |    |
| Mladen Rudonja           | 1971-07-26 | Olimpija Ljubljana   | 7  | 1 | 0 | 59 | 1  |
| Sebastjan Cimirotič      | 1974-09-14 | US Lecce             | 6  | 1 | 3 | 18 | 4  |
| Milan Osterc             | 1975-07-04 | Le Havre AC          | 4  | 2 | 0 | 44 | 8  |
| Ermin Šiljak             | 1973-05-11 | Panionios            | 3  | 0 | 1 | 29 | 6  |
| Senad Tiganj             | 1975-08-28 | Karpaty Lviv         | 1  | 2 | 0 | 4  | 1  |
| Ermin Rakovič            | 1977-09-07 | Maribor Pivovarna    | 0  | 3 | 0 | 4  | 0  |

NZS · A-internationals · Bondscoaches · Selecties · Statistieken · Sloveens vrouwenelftal · Olympisch elftal · Slovenië U21 · Slovenië U20 · Slovenië U19 · Slovenië U18 · Slovenië U17 · Slovenië U16
1991 – 1999 ·
2000 – 2009 ·
2010 – 2019 ·
2020 − 2029
EK's: 1996 · 
2000 · 
2004 · 
2008 · 
2012 · 
2016 · 
2020 · 
2024
WK's: 1998 · 
2002 · 
2006 · 
2010 · 
2014 · 
2018 ·
2022
1991 · 
1992 · 
1993 · 
1994 · 
1995 · 
1996 · 
1997 · 
1998 · 
1999 · 
2000 · 
2001 · 
2002 · 
2003 · 
2004 · 
2005 · 
2006 · 
2007 · 
2008 · 
2009 · 
2010 · 
2011 · 
2012 · 
2013 · 
2014 · 
2015 · 
2016 · 
2017 · 
2018 ·
2019 ·
2020 ·
2021 ·
2022 ·
2023 ·
2024
Albanië ·
Algerije ·
Argentinië ·
Armenië ·
Australië ·
Azerbeidzjan ·
België ·
Bosnië en Herzegovina ·
Bulgarije ·
Canada ·
China ·
Colombia ·
Cyprus ·
Denemarken ·
Duitsland ·
Engeland ·
Estland ·
Faeröer ·
 Finland ·
Frankrijk ·
Georgië ·
Ghana ·
Gibraltar ·
Griekenland ·
Honduras ·
Hongarije ·
IJsland ·
Israël ·
Italië ·
Ivoorkust ·
Joegoslavië ·
Kazachstan ·
Kosovo ·
Kroatië ·
Letland ·
Litouwen ·
Luxemburg ·
Malta ·
Mexico ·
Moldavië ·
Montenegro ·
Nederland ·
Nieuw-Zeeland ·
Noord-Ierland ·
Noord-Macedonië ·
Noorwegen ·
Oekraïne ·
Oman ·
Oostenrijk ·
Paraguay ·
Polen ·
Portugal ·
Qatar ·
Roemenië ·
Rusland ·
San Marino ·
Saoedi-Arabië ·
Schotland ·
Servië ·
Servië en Montenegro ·
Slowakije ·
Spanje ·
Trinidad en Tobago ·
Tsjechië ·
Tunesië ·
Turkije · 
Uruguay ·
Verenigde Arabische Emiraten ·
Verenigde Staten ·
Wales ·
Wit-Rusland ·
Zuid-Afrika ·
Zweden ·
Zwitserland
Algerije (2010) · 
Engeland (2010) · 
Paraguay (2002) · 
Spanje (2002) · 
Verenigde Staten (2010) · 
Zuid-Afrika (2002)